# Palmetto State Armory

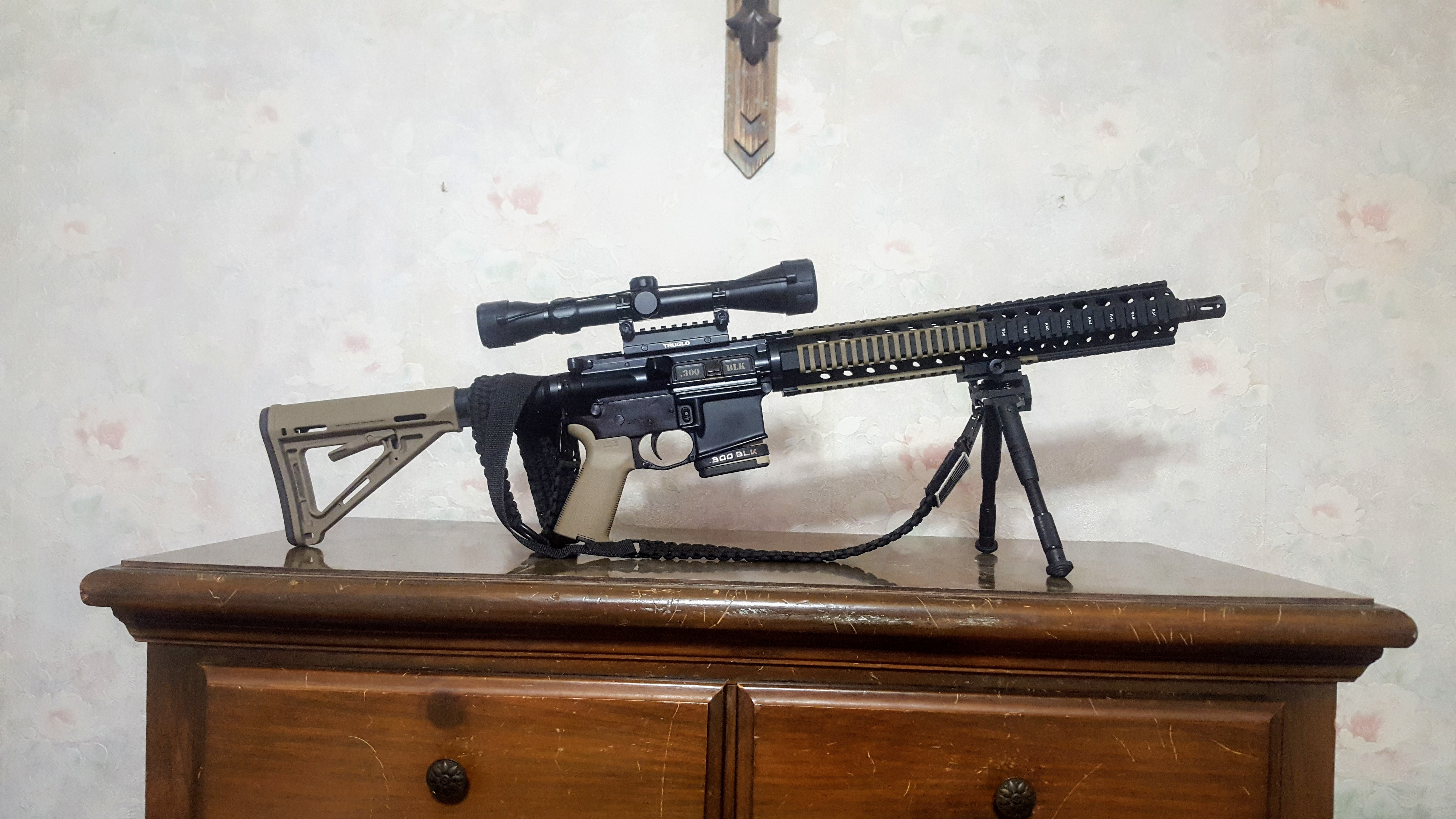
AR 15 construído usando um receptáculo do carregador inferior Palmetto State Armory PA 15

Palmetto State Armory é uma empresa americana de armas de fogo com sede em Columbia, Carolina do Sul . O nome deriva do apelido oficial da Carolina do Sul, "The Palmetto State". A Palmetto State Armory opera seis lojas no estado da Carolina do Sul.

## História
Jamin McCallum é um veterano da Guarda Nacional do Exército dos Estados Unidos  que serviu na Guerra do Iraque . Jamin fundou o Palmetto State Armory em 2008 depois de deixar uma carreira na área contábil para seguir sua paixão por armas de fogo.
Jamin começou a vender carregadores e munições online, enquanto atendia aos pedidos de sua garagem. A empresa emprega mais de 200 pessoas e continua a crescer, como a ex-governadora da Carolina do Sul Nikki Haley ressaltou: "um membro valioso da próspera comunidade empresarial da Carolina do Sul".
O site da Palmetto State Armory agora vende uma gama completa de produtos relacionados a armas de fogo, como partes internas, equipamentos de recarga de munições e itens de caça.

## Linha de produtos
O Palmetto State Armory é conhecido por sua linha de carabinas e pistolas( termo pistol, americano, significando qualquer arma sem coronha e com menos de, geralmente 13' de cano) AR-15 .
Nos últimos anos, a linha da Palmetto State Armory expandiu-se para incluir fuzis da plataforma AK, pistolas da plataforma 1911, fuzis AR-10,  6.5 Creedmoor, carabinas em 9mm e diversos receptores superiores( parte de cima do fuzil, incluindo cano e ferrolho, na legislação americano) do calibre .22 Long Rifle até o .308 Winchester.

## Lojas da Marca
O Palmetto State Armory possui seis lojas de varejo localizadas em todo o estado da Carolina do Sul. As cidades de Greenville, Columbia, Ridgeland, Mount Pleasant e Summerville possuem pelo menos uma loja. O Palmetto State Armory também tem uma instalação de tiro ao ar livre localizada em Swansea, SC, chamada de Palmetto Outdoors.